# Kryptonesticus beroni
Espèce
Synonymes
- Nesticus beroni Deltshev, 1977

Kryptonesticus beroni est une espèce d'araignées aranéomorphes de la famille des Nesticidae.

## Distribution
Cette espèce est endémique de Bulgarie.

## Publication originale
- Deltshev, 1977 : Genus Nesticus (Nesticidae, Araneae) from Bulgarian caves. Proceedings of 6th International Congress of Speleology (Olomouc, 1973), p. 73-78.